# Poševni stolp v Pisi (roman)
Poševni stolp v Pisi je roman izpod peresa Franja Frančiča, ki je izšel leta 1995 pri založbi Mladika. Knjigo sestavljajo štirje deli: Ognji, Dobro jutro, gnus, Pepel in Poševni stolp v Pisi.  

## Zgodba
Opraviti imamo s štirimi razmeroma samostojnimi in sklenjenimi celotami. Prvi je preplet odnosov glavnega junaka, slikarja, z različnimi ženskami, od žene, ki bi ga rada privezala nase, prek naključnih ljubic do dobre krušne matere Milene, ki je le še podoba na nagrobniku. Drugi del obračunava z vrednotami okolja in družbe, povzpetništvom, lažnim umetništvom. Tretji del predstavlja nadrealistična poetična pripoved, četrti pa je zgodba o brezupnem in morečem življenju sezonskih obiralcev jabolk nekje v Italiji. Pripoved povezujejo občutja glavnega junaka − praznota, gnus, nemoč − in njegova nezmožnost ubežati praznoti. Skozi vso zgodbo se nenehno pojavljajo ženske. Junak se oprime povabila ene izmed njih, neznanke Glorie, ki mu pusti svoj naslov iz Pise. Po nekaj mesecih, ki jih preživi kot obiralec na plantaži jabolk, odide v Piso in zaživi kot drug človek. Vse vrednote, ki jih je dotlej zaničeval, postanejo njegova vsakdanjost, pri čemer se pripoved iz prvo- in drugoosebne spremeni v tretjeosebno. Zgodba se zaključi ob morju, kamor se zateče glavni junak, ko izve, da bo dobil otroka. 
"Iščeš poševni stolp v Pisi? Zaman, nikoli ga ne boš uzrl! Zakaj tudi bi, ti sam si ta stolp, ki se ugreza!" (Frančič 1995: 74)